# Tetragnatha kukuiki
Espèce
Tetragnatha kukuiki est une espèce d'araignées aranéomorphes de la famille des Tetragnathidae.

## Distribution
Cette espèce est endémique d'Oahu à Hawaï,.

## Description
Le mâle holotype mesure 4,4 mm et la femelle paratype 4,8 mm.

## Publication originale
- Gillespie, 2002 : Hawaiian spiders of the genus Tetragnatha: IV new, small species in the spiny leg clade. Journal of Arachnology vol. 30, no 1, p. 159-172 (texte intégral).